# Esqui estilo livre nos Jogos Olímpicos de Inverno de 2022 - Moguls feminino
A competição do moguls feminino do esqui estilo livre nos Jogos Olímpicos de Inverno de 2022 ocorreu entre os dias 3 e 6 de fevereiro no Parque de Neve Genting, em Zhangjiakou.

## Medalhistas
| Ouro   | AUS Jakara Anthony     |
| Prata  | USA Jaelin Kauf        |
| Bronze | ROC Anastasia Smirnova |

## Programação
Horário local (UTC+9).
| Data           | Horário | Evento       |
| -------------- | ------- | ------------ |
| 3 de fevereiro | 18:00   | Qualificação |
| 6 de fevereiro | 19:30   | Finais       |

## Resultados

### Qualificação

#### Qualificação 1
Na primeira rodada de classificação, as dez primeiras atletas classificam-se diretamente à final. As atletas restantes disputarão a qualificação 2.
| Pos. | Bib | Ordem | Atleta                   | País               | Tempo         | Pontuação     | Pontuação     | Pontuação     | Total         | Notas |
| Pos. | Bib | Ordem | Atleta                   | País               | Tempo         | Giros         | Aéreo         | Tempo         | Total         | Notas |
| ---- | --- | ----- | ------------------------ | ------------------ | ------------- | ------------- | ------------- | ------------- | ------------- | ----- |
| 1    | 3   | 22    | Jakara Anthony           | AUS Austrália      | 27.96         | 50.0          | 17.26         | 16.49         | 83.75         | QF    |
| 2    | 2   | 29    | Perrine Laffont          | FRA França         | 27.81         | 48.4          | 16.05         | 16.66         | 81.11         | QF    |
| 3    | 14  | 18    | Jaelin Kauf              | USA Estados Unidos | 26.97         | 47.9          | 13.64         | 17.61         | 79.15         | QF    |
| 4    | 4   | 8     | Olivia Giaccio           | USA Estados Unidos | 29.56         | 48.0          | 15.42         | 14.69         | 78.11         | QF    |
| 5    | 1   | 10    | Anri Kawamura            | JPN Japão          | 28.33         | 49.8          | 10.49         | 16.07         | 76.36         | QF    |
| 6    | 8   | 5     | Junko Hoshino            | JPN Japão          | 28.53         | 46.9          | 12.63         | 15.85         | 75.38         | QF    |
| 7    | 9   | 12    | Hannah Soar              | USA Estados Unidos | 29.25         | 45.0          | 14.49         | 15.04         | 74.53         | QF    |
| 8    | 17  | 1     | Anastasia Smirnova       | ROC                | 28.84         | 45.7          | 11.81         | 15.50         | 73.01         | QF    |
| 9    | 10  | 7     | Britteny Cox             | AUS Austrália      | 29.86         | 44.4          | 13.51         | 14.35         | 72.26         | QF    |
| 10   | 13  | 17    | Justine Dufour-Lapointe  | CAN Canadá         | 29.29         | 45.8          | 10.66         | 14.99         | 71.45         | QF    |
| 11   | 12  | 11    | Chloé Dufour-Lapointe    | CAN Canadá         | 28.85         | 43.5          | 11.32         | 15.49         | 70.31         |       |
| 12   | 19  | 14    | Makayla Gerken Schofield | GBR Grã-Bretanha   | 29.13         | 42.9          | 12.11         | 15.17         | 70.18         |       |
| 13   | 18  | 20    | Sophie Ash               | AUS Austrália      | 30.39         | 45.0          | 10.61         | 13.75         | 69.36         |       |
| 14   | 16  | 13    | Sofiane Gagnon           | CAN Canadá         | 28.61         | 40.8          | 11.91         | 15.76         | 68.47         |       |
| 15   | 5   | 3     | Kisara Sumiyoshi         | JPN Japão          | 30.25         | 44.6          | 9.63          | 13.91         | 68.14         |       |
| 16   | 20  | 24    | Ayaulym Amrenova         | KAZ Cazaquistão    | 29.97         | 42.3          | 10.29         | 14.23         | 66.82         |       |
| 17   | 27  | 15    | Polina Chudinova         | ROC                | 29.94         | 40.7          | 11.81         | 14.26         | 66.77         |       |
| 18   | 6   | 26    | Hinako Tomitaka          | JPN Japão          | 30.01         | 41.5          | 9.40          | 14.18         | 65.08         |       |
| 19   | 24  | 21    | Li Nan                   | CHN China          | 31.76         | 40.2          | 10.91         | 12.21         | 63.32         |       |
| 20   | 21  | 2     | Camille Cabrol           | FRA França         | 30.61         | 40.2          | 9.27          | 13.50         | 62.97         |       |
| 21   | 25  | 28    | Sabrina Cass             | BRA Brasil         | 32.13         | 40.7          | 9.71          | 11.79         | 62.20         |       |
| 22   | 29  | 23    | Anastasiia Pervushina    | ROC                | 32.57         | 39.7          | 8.97          | 11.30         | 59.97         |       |
| 23   | 28  | 16    | Olessya Graur            | KAZ Cazaquistão    | 33.29         | 33.6          | 13.09         | 10.49         | 57.18         |       |
| 24   | 26  | 19    | Katharina Ramsauer       | AUT Áustria        | 31.94         | 35.4          | 8.77          | 12.01         | 56.18         |       |
| 25   | 30  | 6     | Viktoriia Lazarenko      | ROC                | 32.57         | 8.0           | 10.35         | 11.30         | 29.65         |       |
| 26   | 15  | 30    | Anastassiya Gorodko      | KAZ Cazaquistão    | Não finalizou | Não finalizou | Não finalizou | Não finalizou | Não finalizou |       |
| 26   | 22  | 9     | Taylah O'Neill           | AUS Austrália      | Não finalizou | Não finalizou | Não finalizou | Não finalizou | Não finalizou |       |
| 26   | 23  | 27    | Leonie Gerken Schofield  | GBR Grã-Bretanha   | Não finalizou | Não finalizou | Não finalizou | Não finalizou | Não finalizou |       |
| 26   | 7   | 4     | Kai Owens                | USA Estados Unidos | Não iniciou   | Não iniciou   | Não iniciou   | Não iniciou   | Não iniciou   |       |
| 26   | 11  | 25    | Yuliya Galysheva         | KAZ Cazaquistão    | Não iniciou   | Não iniciou   | Não iniciou   | Não iniciou   | Não iniciou   |       |

#### Qualificação 2
Na segunda rodada de classificação as dez primeiras atletas se classificam à final.
| Pos. | Bib | Ordem | Atleta                   | País               | Qual 1 | Tempo       | Pontuação   | Pontuação   | Pontuação   | Total       | Melhor | Notas |
| Pos. | Bib | Ordem | Atleta                   | País               | Qual 1 | Tempo       | Giros       | Aéreo       | Tempo       | Total       | Melhor | Notas |
| ---- | --- | ----- | ------------------------ | ------------------ | ------ | ----------- | ----------- | ----------- | ----------- | ----------- | ------ | ----- |
| 1    | 16  | 7     | Sofiane Gagnon           | CAN Canadá         | 68.47  | 28.39       | 46.0        | 13.62       | 16.01       | 75.63       | 75.63  | QF    |
| 2    | 5   | 2     | Kisara Sumiyoshi         | JPN Japão          | 68.14  | 28.50       | 44.8        | 11.90       | 15.88       | 72.58       | 72.58  | QF    |
| 3    | 18  | 12    | Sophie Ash               | AUS Austrália      | 69.36  | 30.12       | 45.3        | 12.84       | 14.06       | 72.20       | 72.20  | QF    |
| 4    | 6   | 17    | Hinako Tomitaka          | JPN Japão          | 65.08  | 29.57       | 45.2        | 12.05       | 14.68       | 71.93       | 71.93  | QF    |
| 5    | 27  | 9     | Polina Chudinova         | ROC                | 66.77  | 29.10       | 43.1        | 12.62       | 15.21       | 70.93       | 70.93  | QF    |
| 6    | 12  | 6     | Chloé Dufour-Lapointe    | CAN Canadá         | 70.31  | 28.77       | 44.8        | 10.07       | 15.58       | 70.45       | 70.45  | QF    |
| 7    | 19  | 8     | Makayla Gerken Schofield | GBR Grã-Bretanha   | 70.18  | 29.31       | 43.4        | 9.59        | 14.97       | 67.96       | 70.18  | QF    |
| 8    | 7   | 3     | Kai Owens                | USA Estados Unidos | DNS    | 29.67       | 41.0        | 14.36       | 14.56       | 69.92       | 69.92  | QF    |
| 9    | 11  | 16    | Yuliya Galysheva         | KAZ Cazaquistão    | DNS    | 30.47       | 42.4        | 13.15       | 13.66       | 69.21       | 69.21  | QF    |
| 10   | 21  | 1     | Camille Cabrol           | FRA França         | 62.97  | 30.75       | 42.1        | 12.31       | 13.35       | 67.76       | 67.76  | QF    |
| 11   | 15  | 20    | Anastassiya Gorodko      | KAZ Cazaquistão    | DNF    | 28.97       | 43.1        | 9.02        | 15.35       | 67.47       | 67.47  |       |
| 12   | 20  | 15    | Ayaulym Amrenova         | KAZ Cazaquistão    | 66.82  | 30.45       | 40.3        | 11.79       | 13.69       | 65.78       | 66.82  |       |
| 13   | 30  | 4     | Viktoriia Lazarenko      | ROC                | 29.65  | 31.71       | 39.4        | 14.10       | 12.27       | 65.77       | 65.77  |       |
| 14   | 29  | 14    | Anastasiia Pervushina    | ROC                | 59.97  | 32.03       | 39.8        | 12.27       | 11.90       | 63.97       | 63.97  |       |
| 15   | 24  | 13    | Li Nan                   | CHN China          | 63.32  | 46.17       | 0.3         | 10.37       | 0.00        | 10.67       | 63.32  |       |
| 16   | 25  | 19    | Sabrina Cass             | BRA Brasil         | 62.20  | 31.25       | 40.0        | 9.34        | 12.78       | 62.12       | 62.20  |       |
| 17   | 23  | 18    | Leonie Gerken Schofield  | GBR Grã-Bretanha   | DNF    | 31.50       | 40.2        | 9.36        | 12.50       | 62.06       | 62.06  |       |
| 18   | 28  | 10    | Olessya Graur            | KAZ Cazaquistão    | 57.18  | 32.05       | 22.0        | 4.60        | 11.88       | 38.48       | 57.18  |       |
| 19   | 26  | 11    | Katharina Ramsauer       | AUT Áustria        | 56.18  | 31.04       | 34.3        | 8.44        | 13.02       | 55.76       | 56.18  |       |
| 20   | 22  | 5     | Taylah O'Neill           | AUS Austrália      | DNF    | Não iniciou | Não iniciou | Não iniciou | Não iniciou | Não iniciou | DNF    |       |

### Final

#### Final 1
Na final 1 as doze melhores atletas se classificam à final 2.
| Pos. | Bib | Ordem | Atleta                   | País               | Tempo         | Pontuação     | Pontuação     | Pontuação     | Total         | Notas         |
| Pos. | Bib | Ordem | Atleta                   | País               | Tempo         | Giros         | Aéreo         | Tempo         | Total         | Notas         |
| ---- | --- | ----- | ------------------------ | ------------------ | ------------- | ------------- | ------------- | ------------- | ------------- | ------------- |
| 1    | 3   | 20    | Jakara Anthony           | AUS Austrália      | 27.70         | 47.6          | 17.53         | 16.78         | 81.91         | Q             |
| 2    | 1   | 16    | Anri Kawamura            | JPN Japão          | 27.90         | 48.3          | 15.86         | 16.56         | 80.72         | Q             |
| 3    | 2   | 19    | Perrine Laffont          | FRA França         | 27.73         | 46.7          | 16.41         | 16.75         | 79.86         | Q             |
| 4    | 14  | 18    | Jaelin Kauf              | USA Estados Unidos | 27.00         | 47.1          | 14.65         | 17.57         | 79.32         | Q             |
| 5    | 4   | 17    | Olivia Giaccio           | USA Estados Unidos | 29.73         | 47.3          | 16.57         | 14.50         | 78.37         | Q             |
| 6    | 7   | 3     | Kai Owens                | USA Estados Unidos | 28.34         | 44.9          | 14.30         | 16.06         | 75.26         | Q             |
| 7    | 11  | 2     | Yuliya Galysheva         | KAZ Cazaquistão    | 29.61         | 45.1          | 15.24         | 14.63         | 74.97         | Q             |
| 8    | 16  | 10    | Sofiane Gagnon           | CAN Canadá         | 28.36         | 45.3          | 13.10         | 16.04         | 74.44         | Q             |
| 9    | 19  | 4     | Makayla Gerken Schofield | GBR Grã-Bretanha   | 28.76         | 44.9          | 13.50         | 15.59         | 73.99         | Q             |
| 10   | 17  | 13    | Anastasia Smirnova       | ROC                | 28.10         | 46.4          | 11.03         | 16.33         | 73.76         | Q             |
| 11   | 9   | 14    | Hannah Soar              | USA Estados Unidos | 29.70         | 44.8          | 14.37         | 14.53         | 73.70         | Q             |
| 12   | 12  | 5     | Chloé Dufour-Lapointe    | CAN Canadá         | 28.93         | 45.1          | 13.10         | 15.40         | 73.60         | Q             |
| 13   | 8   | 15    | Junko Hoshino            | JPN Japão          | 28.73         | 44.4          | 13.17         | 15.62         | 73.19         |               |
| 14   | 10  | 12    | Britteny Cox             | AUS Austrália      | 30.04         | 46.0          | 12.89         | 14.15         | 73.04         |               |
| 15   | 5   | 9     | Kisara Sumiyoshi         | JPN Japão          | 28.71         | 44.2          | 11.67         | 15.65         | 71.52         |               |
| 16   | 18  | 8     | Sophie Ash               | AUS Austrália      | 30.57         | 44.0          | 12.92         | 13.55         | 70.47         |               |
| 17   | 27  | 6     | Polina Chudinova         | ROC                | 29.03         | 42.7          | 12.37         | 15.29         | 70.36         |               |
| 18   | 21  | 1     | Camille Cabrol           | FRA França         | 30.03         | 43.9          | 12.25         | 14.16         | 70.31         |               |
| 19   | 6   | 7     | Hinako Tomitaka          | JPN Japão          | 29.87         | 44.8          | 10.85         | 14.34         | 69.99         |               |
| 20   | 13  | 11    | Justine Dufour-Lapointe  | CAN Canadá         | Não finalizou | Não finalizou | Não finalizou | Não finalizou | Não finalizou | Não finalizou |

#### Final 2
Na final 2 as seis melhores atletas se classificam à final 3.
| Pos. | Bib | Ordem | Atleta                   | País               | Tempo         | Pontuação     | Pontuação     | Pontuação     | Total         | Notas |
| Pos. | Bib | Ordem | Atleta                   | País               | Tempo         | Giros         | Aéreo         | Tempo         | Total         | Notas |
| ---- | --- | ----- | ------------------------ | ------------------ | ------------- | ------------- | ------------- | ------------- | ------------- | ----- |
| 1    | 3   | 12    | Jakara Anthony           | AUS Austrália      | 27.82         | 46.9          | 17.74         | 16.65         | 81.29         | Q     |
| 2    | 14  | 9     | Jaelin Kauf              | USA Estados Unidos | 26.49         | 46.6          | 15.37         | 18.15         | 80.12         | Q     |
| 3    | 1   | 11    | Anri Kawamura            | JPN Japão          | 28.37         | 47.7          | 15.11         | 16.03         | 78.84         | Q     |
| 4    | 17  | 3     | Anastasia Smirnova       | ROC                | 27.95         | 46.9          | 15.24         | 16.50         | 78.64         | Q     |
| 5    | 2   | 10    | Perrine Laffont          | FRA França         | 27.93         | 45.7          | 15.40         | 16.52         | 77.62         | Q     |
| 6    | 4   | 8     | Olivia Giaccio           | USA Estados Unidos | 29.50         | 46.5          | 16.31         | 14.76         | 77.57         | Q     |
| 7    | 9   | 2     | Hannah Soar              | USA Estados Unidos | 28.95         | 45.1          | 14.68         | 15.38         | 75.16         |       |
| 8    | 19  | 4     | Makayla Gerken Schofield | GBR Grã-Bretanha   | 28.59         | 44.8          | 12.46         | 15.78         | 73.04         |       |
| 9    | 12  | 1     | Chloé Dufour-Lapointe    | CAN Canadá         | 28.65         | 44.8          | 12.45         | 15.71         | 72.96         |       |
| 10   | 7   | 7     | Kai Owens                | USA Estados Unidos | 28.54         | 36.4          | 13.25         | 15.84         | 65.49         |       |
| 11   | 11  | 6     | Yuliya Galysheva         | KAZ Cazaquistão    | 29.83         | 32.3          | 3.06          | 14.38         | 49.74         |       |
| 12   | 16  | 5     | Sofiane Gagnon           | CAN Canadá         | Não finalizou | Não finalizou | Não finalizou | Não finalizou | Não finalizou |       |

#### Final 3
As seis atletas restantes definiram as posições de medalha.
| Pos.              | Bib | Ordem | Atleta             | País               | Tempo | Pontuação | Pontuação | Pontuação | Total | Notas |
| Pos.              | Bib | Ordem | Atleta             | País               | Tempo | Giros     | Aéreo     | Tempo     | Total | Notas |
| ----------------- | --- | ----- | ------------------ | ------------------ | ----- | --------- | --------- | --------- | ----- | ----- |
| Medalha de ouro   | 3   | 6     | Jakara Anthony     | AUS Austrália      | 27.63 | 48.1      | 18.13     | 16.86     | 83.09 |       |
| Medalha de prata  | 14  | 5     | Jaelin Kauf        | USA Estados Unidos | 26.37 | 46.9      | 15.10     | 18.28     | 80.28 |       |
| Medalha de bronze | 17  | 3     | Anastasia Smirnova | ROC                | 27.59 | 45.9      | 14.91     | 16.91     | 77.72 |       |
| 4                 | 2   | 2     | Perrine Laffont    | FRA França         | 28.04 | 45.6      | 15.36     | 16.40     | 77.36 |       |
| 5                 | 1   | 4     | Anri Kawamura      | JPN Japão          | 28.00 | 46.3      | 14.37     | 16.45     | 77.12 |       |
| 6                 | 4   | 1     | Olivia Giaccio     | USA Estados Unidos | 29.60 | 45.9      | 15.07     | 14.64     | 75.61 |       |

Legenda
| Recorde mundial      | Recorde mundial (World record)               |                       | Recorde africano                      | Recorde africano (African) |                                           | Q | Classificado por posição (Qualified) |
| Recorde olímpico     | Recorde olímpico (Olympic record)            | Recorde da América    | Recorde da América (Americas)         | q                          | Classificado por melhor tempo (Qualified) |   |                                      |
| Melhor marca do ano  | Melhor marca do ano (World leading)          | Recorde asiático      | Recorde asiático (Asian)              | DNS                        | Não largou (Did not start)                |   |                                      |
| Recorde nacional     | Recorde nacional (National record)           | Recorde europeu       | Recorde europeu (European)            | DNF                        | Não terminou (Did not finish)             |   |                                      |
| Recorde pessoal      | Recorde pessoal do atleta (Personal best)    | Recorde da Oceania    | Recorde da Oceania (Oceania)          | DSQ / DQ                   | Desclassificado (Disqualified)            |   |                                      |
| Recorde da temporada | Recorde da temporada do atleta (Season best) | Recorde sul-americano | Recorde sul-americano (South America) | NM                         | Sem marca (No mark)                       |   |                                      |